# Udell
Udell é uma cidade localizada no estado americano de Iowa, no Condado de Appanoose.

## Demografia
Segundo o censo americano de 2000, a sua população era de 58 habitantes. Em 2006, foi estimada uma população de 49, um decréscimo de 9 (-15.5%).

## Geografia
De acordo com o United States Census Bureau, a localidade tem uma área de 0,8 km², sem área significativa coberta por água.

## Localidades na vizinhança
O diagrama seguinte representa as localidades num raio de 16 km ao redor de Udell.